# 李翰 (新羅)
李 翰（り かん、朝鮮語: 이한、? - 754年）は、統一新羅で「司空」という役職に就いていた全州李氏の始祖。

## 概要
『太祖実録』によると、李翰は、統一新羅で「司空」を務めた。
李氏朝鮮を建国した李成桂は、李翰の21世の孫を称しているが、女真族であるという説もある